# Clopentixol
Clopentixolul este un antipsihotic tipic derivat de tioxantenă, fiind utilizat în tratamentul schizofreniei și al psihozelor. Calea de administrare disponibilă este cea orală.  Izomerul său cis se numește zuclopentixol.